# Floriana (Literaturpreis)
Floriana, ein biennaler Literaturpreis, wird seit 1993 von der Marktgemeinde St. Florian im Bezirk Linz-Land in Oberösterreich vergeben. Neben dem Hauptpreis, bei dem der erste Platz mit 7000 Euro dotiert ist, der zweite Platz mit 3500 Euro und der dritte Platz mit 2000 Euro, wird auch ein Förderpreis für oberösterreichische Autoren vergeben, der mit 1500 Euro dotiert ist (Stand 2022).

## Preisträger
| Jahr | 1. Platz                  | 2. Platz                | 3. Platz                         | Förderpreis           | Finalisten                                                                                     |
| ---- | ------------------------- | ----------------------- | -------------------------------- | --------------------- | ---------------------------------------------------------------------------------------------- |
| 1993 | Gert Jonke, Sabine Scholl | Anestis Logothetis      | Tonja Grüner                     |                       |                                                                                                |
| 1995 | Anne Duden                | Bodo Hell               | Franz Rieger                     |                       |                                                                                                |
| 1998 | Franzobel                 | Elisabeth Wandeler-Deck | Barbara Hundegger                |                       |                                                                                                |
| 2000 | Elke Heinemann            | Franz Josef Cernin      | Birgit Kempker                   |                       |                                                                                                |
| 2002 | Josef Winkler             | Jürg Amann              | Petra Nagenkögel                 |                       |                                                                                                |
| 2004 | Jürg Amann                | Markus Orths            | Lilly Jäckl                      |                       |                                                                                                |
| 2006 | Richard Obermayr          | Gabriele Kögl           | Lydia Mischkuling                | Gabriele Kreslehner   |                                                                                                |
| 2008 | Ulrich Schlotmann         | Michaela Falkner        | Lisa Spalt                       | Christoph Aistleitner |                                                                                                |
| 2010 | Robert Prosser            | Martin K. Menzinger     | Gabriele Kögl                    | Michael Burgholzer    |                                                                                                |
| 2012 | Przemek Zybowski          | Daniel Wisser           | Marcus Braun                     | Florian Neuner        |                                                                                                |
| 2014 | Karin Peschka             | Hartwig Mauritz         | Jürgen Thomas Ernst              | Marlen Schachinger    |                                                                                                |
| 2016 | Wilfried Steiner          | Anna Baar               | Didi Drobna                      | Stephan Roiss         |                                                                                                |
| 2018 | Florian Gantner           | Ljuba Arnautović        | Marko Dinić und Bernhard Strobel | Irene Hetzenauer      | Angela Lehner, Reinhard Wegerth, Ursula Wiegele, Gabriele Kögl und Eva Woska-Nimmervoll        |
| 2020 | Lisa Spalt                | Robert Woelfl           | Melanie Khoshmashrab             | Vanessa Graf          |                                                                                                |
| 2022 | Valeria Gordeev           | Jessica Lind            | Isabella Straub                  | Franziska Füchsl      | David Blum, Vera Hohleiter, Norbert Maria Kröll, Tanja Raich, Maria Sterkl, Theresia Töglhofer |
| 2024 | Mario Wurmitzer           | Anna Felnhofer          | Ana Drezga                       | Leander Fischer       | Ljuba Arnautovic, Isabella Feimer, Irina Fyngerova, Rhea Krčmářová, Nathalie Rouanet           |